# Nickol Bay
Nickol Bay – zatoka położona między Półwyspem Murujuga a wyspą Dixon w Australii Zachodniej.
Jej nazwa, zapisywana alternatywnie jako „Nicol Bay”, zostało nadana przez Johna Septimusa Roe na cześć marynarza, który zaginął za burtą podczas wyprawy.
Australijski odkrywca Francis Thomas Gregory dotarł do zatoki kilka razy w 1861 roku.